# Каргино (Мишкинский район)
Каргино (мар. Коракъял; баш. Ҡарға) — деревня в Мишкинском районе Республики Башкортостан Российской Федерации. Входит в состав Кайраковского сельсовета.

## География

### Географическое положение
Расстояние до:
- районного центра (Мишкино): 22 км,
- центра сельсовета (Кайраково): 4 км,
- ближайшей ж/д станции (Загородная): 109 км.

## Население
| 2002 | 2009 | 2010 |
| ---- | ---- | ---- |
| 540  | ↘530 | ↗556 |

Национальный состав
Согласно переписи 2002 года, преобладающая национальность — марийцы (100 %).